# Delaware County (Indiana)
Delaware County is een county in de Amerikaanse staat Indiana.
De county heeft een landoppervlakte van 1.019 km² en telt 118.769 inwoners (volkstelling 2000). De hoofdplaats is Muncie.